# Lino Cappelletti
Lino Cappelletti, né le 19 mars 1933, à Cantù, en Italie et mort le 15 mai 1996, à Cantù, en Italie, est un ancien joueur de basket-ball italien. Il évolue au poste d'arrière.

## Palmarès
- Finaliste des Jeux méditerranéens de 1955